# Nous sommes cruels
 (mai 2019).
- Si vous ne connaissez pas le sujet, laissez ce bandeau (vous pouvez alors contacter les auteurs).
- Si vous supprimez le contenu mis en cause (vous pouvez préalablement contacter les auteurs),

argumentez précisément cette suppression dans la page de discussion
(un manque de référence n'est pas un argument ; une recherche réelle de référence doit avoir été effectuée, être formellement documentée).
 (mai 2019).
Nous sommes cruels est un roman épistolaire de Camille de Peretti écrit en 2006. 
Il s'agit d'une réécriture contemporaine des Les Liaisons dangereuses de Pierre Choderlos de Laclos. Dans ce roman deux adolescents, Camille et Julien, s'amusent à interpréter les rôles de Merteuil et Valmont. En choisissant deux adolescents pour succéder au binôme de Laclos, le roman de Camille de Peretti privilège un lectorat plutôt adolescent. Le succès de l’œuvre[réf. nécessaire] donnera lieu à une suite intitulée Petits arrangements avec nos cœurs.

## Résumé
L'intrigue se déroule à Paris dans la fin des années 1990. Camille et Julien sont deux lycéens fascinés de littérature. Ils se lancent le défi d'interpréter le rôle de Valmont et de Merteuil dans Les Liaisons dangereuses. Ainsi, ils déterminent ensemble les personnes à séduire, qu'ils nomment proies et trophées. Tout au long de l’œuvre les deux amis se confient l'un à l'autre et se moquent de l'innocence de leur victime. Tous deux multiplient les conquêtes jusqu'à ce que Julien tombe réellement amoureux de l'une d'entre elles, Diane. Camille, voyant ce qu'il se passe, demande à Julien de rompre avec sa proie, mais ce dernier a du mal à y mettre un terme. Elle décide alors de le piéger pour qu'il rompe définitivement avec Diane. Durant une soirée, Camille dévoile à Diane le petit jeu auquel elle joue avec Julien. Diane se sent trahie, et trompée, et met elle-même un terme à cette relation. Julien essaiera de la reconquérir en vain. Dans la dernière lettre du roman nous apprenons que Diane s'est suicidée. Le binôme de Camille et Julien se dissout définitivement, les deux amis s'apprêtent à quitter le lycée pour entamer leurs études supérieures. Une nouvelle vie s'offre à eux et leurs amies.

## Une réécriture desLiaisons dangereusesde Laclos

### Les invariants[1]
Pour identifier une réécriture, il est indispensable de retrouver des similitudes entre le nouveau texte, aussi appelé hypertexte par Genette, et le texte source. Ces similitudes sont appelés invariants par Jean Rousset, dans son ouvrage Le Mythe de Don Juan. Il est nécessaire de les relever pour juger de la pertinence d'une réécriture.
Tout d'abord il faut rappeler que Nous sommes cruels est un roman épistolaire comme celui de Laclos. Camille de Peretti reprend alors la forme du roman choisi par son prédécesseur, et fait en sorte que ses personnages aient besoin d'utiliser la lettre. De plus, les personnages de Nous sommes cruels s'identifient explicitement à Valmont et Merteuil. Camille écrit « je serai Merteuil et vous serez Valmont ». Julien et Camille recherchent des victimes qui se rapprocheraient de celles que l'on retrouve dans Les Liaisons dangereuses. On y retrouve, par exemple, l'équivalent de Cécile de Volanges dans le personnage d' Émilie, et celui de la Présidente de Tourvel dans le personnage de Diane. Enfin, des références aux Liaisons dangereuses apparaissent dans le roman de l'écrivaine. Lorsque Julien tente de rompre avec Diane, il s'inspire de la lettre de Valmont dans Les Liaisons. Il choisit de reprendre à plusieurs reprises l'expression « ce n'est pas ma faute » afin de rappeler la lettre que Valmont avait adressée à la Présidente. De manière plus explicite, Diane citera la Présidente de Tourvel quand elle s'apercevra de la supercherie dont elle a été la victime. Il s'agit donc bien d'une réécriture. 